# Riyadh (Nouakchott)
Pour les articles homonymes, voir Riyadh.
Riyadh est une commune urbaine de Mauritanie et un quartier (ou moughataa) situé au sud de la ville de Nouakchott. 